# راب باوئر
راب باوئر (انگلیسی: Rob Bauer؛ زادهٔ ۱۱ نوامبر ۱۹۶۲) دریابد نیروی دریایی سلطنتی هلند است که در فاصله سال‌های ۲۰۲۱ تا ۲۰۲۵ به‌عنوان رئیس کمیته نظامی ناتو فعالیت می‌کرد.
باوئر فعالیت نظامی را از سال ۱۹۸۱ در نیروی هوایی هلند آغاز کرد. وی از ۲۰۱۰ تا ۲۰۱۳ فرماندهی نیروی هوایی هلند را برعهده داشت، در فاصله سال‌های ۲۰۱۳ تا ۲۰۱۷ به‌عنوان جانشین رئیس دفاع هلند فعالیت می‌کرد و از ۲۰۱۷ تا ۲۰۲۱ رئیس دفاع هلند بود.
وی در عملیات ضد تروریستی و ضد دزدی دریایی در دریای مدیترانه و شاخ آفریقا مشارکت داشت.